# Верхний Рогачик
Ве́рхний Рога́чик (укр. Верхній Рогачик) — посёлок в Каховском районе Херсонской области в Украине. Административный центр Верхнерогачикской поселковой общины. Расположен в 220 км от областного центра, ближайший железнодорожный узел в 40 км (Серогозы). Основной вид деятельности — обработка сельскохозяйственных земель и фермерские предприятия.

## Этимология
Однозначной и официальной версии названия нет. Предполагается, что ойконим «Верхний Рогачик» произошел от источника/верховья расположенного неподалёку реки с названием Рогачик. Также, по одной из версий река именуется так, потому что при впадении в реку Днепр её устье разделено на два потока, внешне похожих на рогач — кухонный предмет, с помощью которого ставили в печь горшки для приготовления пищи.
Шведский историк Иоганн Тунманн (Johann Erich Tunmann, 1746—1778 гг.) в своей работе «Большое землеописание Бюшинга» («Bueschings grosse Erdbeschreibung»), в частности в разделе «Таврическое наместничество или Крым» («Die Taurische Statthalterschaft oder die Krim» 1777 г.), дает описание татарских поселений и названий. В этой работе река, которая впоследствии получит название Рогачик, известная как — Жирдширджик. Какая либо информация о поселении у ее берегов отсутствует. Поскольку труд ученого вышел в свет раньше, чем официальный год основания Верхнего Рогачика (посёлка Казённое) название реке, ровно как и поселений возле нее, было дано позже.
Заслуживает внимания документ «Архів Коша Нової Запорозької Січі [Корпус документів 1734—1775]» где упоминается «урочище Рогачик» и «река Рогачик». Конкретные ориентиры-привязки к местности, что могли бы провести аналогии с современным расположением — отсутствуют, однако, упоминается процесс переправы казаков через реку Днепр с урочища Рогачик. Под это описание подходит больше всего местность, которую сегодня занимает Нижний Рогачик. Интересным является тот факт, что на основании этих документов урочище Рогачик было заселено татарами. Также, этот архив говорит о крупном поселении, с развитой инфраструктурой и активной деятельностью (земледелие, животноводство, торговля). Между казаками и турками (ногайцами) происходили постоянные конфликты, которые заключались не в вооруженном противостоянии, а в воровстве у друг друга имущества (коней, волов, телег и т. п.). Однако, несмотря на это, между двумя сторонами действовали своего рода договоренности, по которым награбленное возвращалось или возмещалось денежным эквивалентом, о чем свидетельствуют записи с точным указанием даты, описанием события и полными именами и фамилиями обеих сторон конфликта. К примеру:
«1744 году, весною, на урочище Рогачику Брюховецкого куреня козака Туруша два товарища, переправясь лоткою чрез Днепр, украли у вышеписанного Мусы Эфендия два вола (а ночью і ли днем не показано)* * і перевезли на другую сторону той реки до куреня. А как ония козаки тех волов повезли, видел татарин Кенакъ»

## Население

### Языковой состав
Родной язык населения по данным переписи 2001 года:
| Язык       | Численность, чел. | Доля     |
| ---------- | ----------------- | -------- |
| Украинский | 6 437             | 94,82 %  |
| Русский    | 288               | 4,24 %   |
| Другие     | 64                | 0,94 %   |
| Итого      | 6 789             | 100,00 % |

## История

### Основание
Археологические памятники о следах пребывания человека в этой местности свидетельствуют о древнейших временах. Около современного поселения Верхнего Рогачика было найдено и полностью исследовано скифское погребение (курган) датируемый IV в. до н. э., а также каменные скульптуры и погребения кочевников XI—XIII вв.

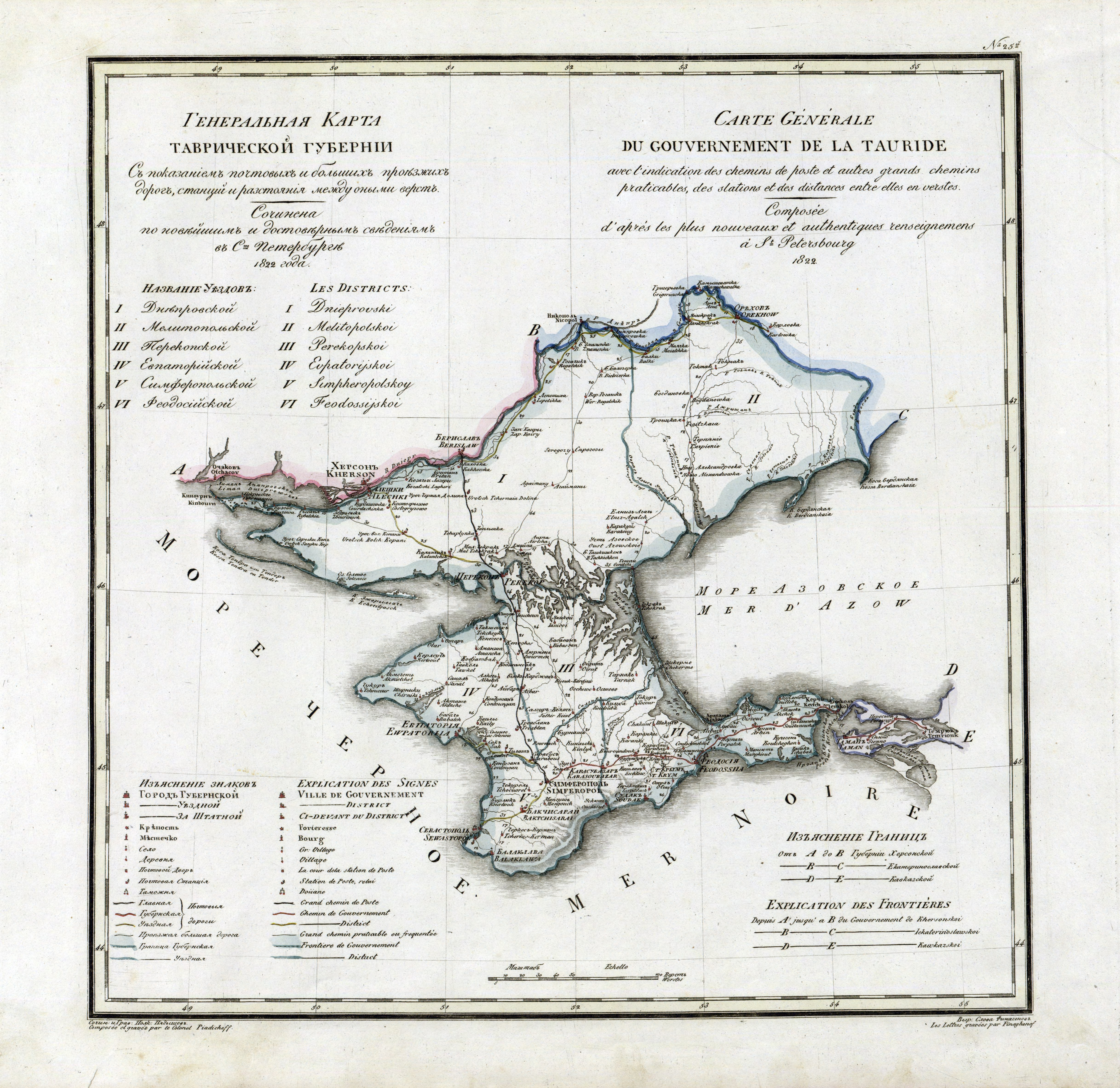
Верхний Рогачик в составе Таврической губернии в атласе Российской Империи, 1822 году

Поселок Казённое (впоследствии Большой или Верхний Рогачик) было основано в 1786 г. в верховьях реки Рогачик, на пути следования чумаков, по которому осуществлялась транспортировка соли из Крымского полуострова. Первопроходцами стали самовольно покинувшие первичные места обитания выходцы-переселенцы из Полтавской и Черниговской губерний. К 1793 г. здесь уже насчитывалось около 135 жителей, часть которых, со временем, переселилась в низовье реки, образовав новое поселение — Нижний Рогачик (Панское). Переселенцы пользовались следующими льготами: земельные наделы из расчета 15 десятин на человека, освобождение на три года от рекрутской и других повинностей. В период с 1807 по 1809 гг. в эту местность прибыло 1450 человек из черниговских и полтавских сел. По состоянию на 1822 г. в поселении насчитывалось 500 дворов с 2976 жителями, а также 29 267 десятин земли, что была передана в пользование. Население сосредотачивалось в земледелии и скотоводстве. Крестьянские хозяйства располагали следующими животными ресурсами: 1200 голов крупного рогатого скота, 4150 овец и 230 лошадей.
Во время Крымской войны (1853—1856) Верхний Рогачик стал одним из этапных пунктов на пути следования русских войск на Крымский полуостров для обороны Севастополя. Так, в июле 1855 г. одна из дружин Курского ополчения направилась из Верхнего Рогачика через Геническ в Крым.

### Эмиграция
Столыпинская аграрная реформа стала своего рода толчком для процесса миграции и эмиграции к которому присоединились и жители Верхнего Рогачика. Согласно Указу «О дополнении некоторых постановлений действующего закона, касающихся крестьянского землевладения и землепользования» от 9 ноября 1906 года, крестьяне обрели право свободного выхода из общин, а также могли получить свободные казённые земли, покупать участки у помещиков с помощью ссуд Крестьянского банка и т.п. К слову, срок погашения по кредиту составлял период до 55,5 лет при значительно невысоком проценте. Точная дата и причины по которым часть жителей Верхнего Рогачика приняла решение эмигрировать не известна, однако, в 1909 году около двух сотен мужчин и женщин отправились в путь и прибыли в междуречье Дона и Волги. Все они были расселены на пустующих землях по берегам реки Червленой. Эмигранты основали два поселения — Старый и Новый Рогачик, а переселенцы из Полтавской губернии рядом расположившееся поселение Синеоковское. Возможными причинами такого переселения могли быть последствия крестьянских волнений, охвативших Верхний Рогачик, а также близлежащие села (Бабино, Ушкалка, Карайдубина, Нижний Рогачик) и которые были подавлены со значительным разорением для крестьянских угодий. Сохранились некоторые фамилии верхнерогачан, которые переселились на новое место и основали следующие поселения:
Новый Рогачик:
- Бибик Федор Логвинович и Евдокия Пантелеевна;
- Булич Федор Фролович и Федора Северьяновна;
- Галенко Андрей Васильевич и Анна Захаровна;
- Галенко Антон Иванович и Ульяна Григорьевна;
- Галенко Макар Григорьевич и Мария Ивановна;
- Дьяченко Федор Петрович и Ефросинья Ивановна;
- Заико Евсей Северьянович и Матрёна Ивановна;
- Карцевы Сергей Сергеевич и Агрипина Ивановна;
- Костиковы Иван Фомич и Феодосия Панкратовна;
- Лабуренко Савелий Иванович и Устинья Фомовна;
- Матвейчук Никита Иосифович и Хима Прокофьевна;
- Матвейчук Корней Иосифович и Анастасия Авакумовна;
- Молдован Никита Дмитриевич и Ганна Серафимовна;
- Молдован Иван Никитович и Елизавета Семеновна;
- Неделько Дорофей Федорович;
- Пономаренко Федор Александрович;
- Редько Иван Васильевич и Ефросинья Евтиховна;
- Редько Тихон Васильевич;
- Резниковы Иван Иванович и Матрёна Гавриловна;
- Резников Варфоломей Иванович;
- Реут Дорофей Степанович и Хавронья Ивановна;
- Скрипченко Захар Тимофеевич и Мициги Аксинья Давыдовна;
- Терентьевы Карп Емельянович и Елизавета Фроловна;
- Федько Денис Яковлевич и Евдокия.

Старый Рогачик:
- Вахненко;
- Давыдко;
- Долбыш;
- Ерофидский.
- Игнатенко;
- Левадний;
- Овдиенко;
- Панченко;
- Стороженко;
- Хмель;
- Цебер[8].

### Верхний Рогачик в XX веке
Жители Верхнего Рогачика активно принимали участие в крестьянских восстаниях в период 1905—1907 гг. Этому способствовал организованный в 1904 году и функционировавший на территории поселения социал-демократический кружок, который своей деятельностью активизировал население к волнениям. В октябре 1905 г. Мелитопольская социал-демократическая организация распространяла в Верхнем Рогачике прокламации по поводу воинской повинности, в которой призывали к революционной борьбе с самодержавием. В конце 1905 г. это движение также охватило близлежащие села Бабино, Ушкалка, Карайдубина и Нижний Рогачик. В ответ на эти действия власть ввела войска для подавления мятежа. Местное население развернули открытое сопротивление, вследствие чего предводители М. И. Марченко и М. М. Куценко были расстреляны, а М. Токовой избит нагайками. После этого, судебными органами были возбуждены судебные дела против 670 крестьян, многих из которых приговорили к различным срокам тюремного заключения, а также ссылке на каторжные работы в Сибирь. Вплоть до 1907 года войска не выводились из губернии ввиду опасности возобновления восстания. В рапорте губернскому начальству от 28 января уездный исправник сообщал, что в Верхнем Рогачике революционно настроенные крестьяне распространяли листовки антиправительственного содержания, а в 1910 г. с открытым призывом к вооруженной борьбе. После свержения Императора в феврале 1917 года, вернувшимися фронтовиками в Верхнем Рогачике была установлена советская власть. Окончательно этот процесс закончился в 1918 году созданием Совета крестьянских депутатов и красногвардейцев, а также Земельной комиссии. В апреле 1918 года, в связи с вводом войск Центральных держав в Украинскую Народную Республику, в село пришли их вооруженные отряды и советская власть попала под запрет. Активистов и партийных деятелей взяли под арест. Ответной реакцией последовало образование партизанского движения, которое, после ухода вооруженных сил Центральных держав, боролось с белым движением, которое наступало с Крыма. В феврале 1919 г., объединившись с партизанским отрядом Великой Лепетихи, они выбили белогвардейские силы из Аскании-Новой, Преображенки, Григоровки и восстановили советскую власть. Партизанский отряд под предводительством верхнерогачанина И. С. Моисеенко в марте того же года влился в 1-ю Заднепровскую стрелковую дивизию. В июле 1919 года деникинцами был осуществлен захват Верхнего Рогачика, на что местные жители ответили вступлением в 520-й полк в составе Южной группы войск 12-й армии (РККА). На их счету рейды от Херсона и до Житомира, а также разгром польских интервентов. Несмотря на изгнание деникинцев в январе 1920 году борьба продолжалась, поскольку на их место пришли силы Врангеля и иные анархистские силы, которые оккупировали Верхний Рогачик на четыре месяца. За успешную борьбу против них, Советским правительством, были награждены командиры и участники Красной армии. В 1927 г. к 10-й годовщине Великого Октября орденом Красного Знамени были награждены командир 520-го стрелкового полка И. С. Моисеенко, партизаны А. А. Иващенко и С. Пшеничный. К 50-летию Великого Октября были удостоены наград 8 бойцов принимающих участие в революции и гражданской войне. В их числе: орденом Ленина — бывший комиссар 520-го стрелкового полка С. Я. Байша; орденом Красного Знамени — И. Е. Гулак, П. И. Задесенец, Т. Т. Мовчан, Л. Ф. Пульман. Последнее упоминание об открытой вооруженной борьбе за Верхний Рогачик между силами Красной Армии и группами анархистов и махновцев датируется 1921 годом, после которого последовал окончательный разгром последних.
В период Второй Мировой войны в Верхнем Рогачике был создан батальон в задачи которого входила борьба с диверсантами, оказание помощи в эвакуации населения и имущества на восток. Оставшиеся жители принимали участие в сооружении оборонительных укреплений вдоль Днепра. В сентябре 1941 года Верхний Рогачик был оккупирован немецкими войсками. Последствиями стали: запрет советского уклада жизни, коммунистической партии, вывоз около 350 человек для работ в Германию. В ответ на это местными жителями был организован партизанский отряд, среди которого наиболее известными активистами были — связной отряда Г. Т. Галенко, партизаны Т. Т. Жованик, А. И. Швыдкий, Г. А. Бальченко, К. М. Пилипенко и другие. Местом базирования были выбраны Днепровские плавни близ села Ушкалка. Все участники этого движения погибли в боях. В ходе кампании летнего наступления 1943 года советские войска с боем освободили Верхний Рогачик, однако, силы Вермахта получив подкрепление смогли вновь отбить и занять поселение. Верхний Рогачик входил в систему Никопольского плацдарма, который немецко-фашистским войскам удавалось удерживать на левом берегу Днепра. Многократными и непрерывающимися атаками 37-й гвардейской танковой бригады, 5-й ударной, 3-й гвардейской и 28-й армии 4-го Украинского фронта с 1 по 8 февраля 1944 года были разбиты немецкие войска. Плацдарм перестал существовать и более 40 населенных пунктов, в том числе и Верхний Рогачик, были освобождены. Около 789 местных жителей сражались в рядах Красной армии из них 396 погибло. За проявленное мужество и героизм 300 человек были отмечены разными орденами и медалями СССР. После окончания войны последовал длительный период восстановления экономики и инфраструктуры села. Первым был построен и запущен маслозавод, затем пищекомбинат. В период с 1945 по 1947 гг. более 200 колхозников и служащих Верхнего Рогачика были награждены медалью «За доблестный труд в Великой Отечественной войне 1941—1945 гг.».
В 1998 г. Верхнерогачикская ООШ № 1 (ныне Верхнерогачикская гимназия) стала победителем в Международной программе обмена школьниками при Американских Советах под эгидой проекта «Воспоминания украинских и американских солдат в борьбе против фашизма в годы ІІ Мировой войны».
Верхнерогачикские школьники 3 недели проживали в американских семьях и обучались в старших классах школы города Эмпория, штат Канзас. С ответным визитом их посетили американские школьники с Штата Канзас и Северная Каролина.

## Учреждения
На территории Верхнего Рогачика расположены следующие государственные учреждения:
- Районная государственная администрация Верхнерогачикского района;
- Сельский совет Верхнего Рогачика;
- Управление юстиции;
- Районный суд;
- Исполнительная служба;
- Регистрационная служба;
- Государственная нотариальная контора;
- РАГС;
- Прокуратура;
- Районный отдел полиции;
- МЧС;
- ГАИ[13].

## Культурные ценности
В 1914 г. археологом Н. И. Веселовским был исследован 11-метровый курган названый им — Верхний Рогачик. Впоследствии, большинство курганов, найденных на территории Верхнерогачикского района получат название — Рогачикское курганное поле. Рогачикское курганное поле является составной частью основного скопления погребальных памятников в центре Скифии. Раскопки курганов проводились в 1914, 1976—77 и 1990 годах. На смежных землях двух областей — Запорожский и Херсонской — исследовано 43 скифских кургана, содержавших 81 могилу.
Место раскопок было расположено в 8 верстах на юго-восток от одноименного села. Под курганной насыпью было обнаружено две могилы — центральная и боковая, которые, по явным признакам, подвергались неоднократному разграблению. Среди сохранившегося погребального инвентаря оказалась коллекция золотых бляшек в качестве нашивки. Исследование, ровно как и сам набор золотых бляшек вызвал интерес многих исследователей. Первой работой, посвященной этому событию стала «Скифия и Боспор» М. И. Ростовцева, уделив особое внимание группе аппликаций «монетного типа», а также серии бляшек с сюжетами культового характера. В дальнейшем верхнерогачикские находки целенаправленно изучали А. М. Лесков, Ю. В. Болтрик, Е. Е. Фиалко, которые систематизировали пластинчатую аппликацию, распределив ее по четырем изобразительным группам — с антропоморфными, зооморфными, растительными и геометрическими сюжетами. Верхнерогачикские бляшки из кургана, по данным рукописного архива ИИМКа хранятся в Государственном Эрмитаже Санкт-Петербурга.
В 1915 году, неподалёку от села Верхний Рогачик, местными жителями были разобраны остатки каменных укреплений для хозяйственных нужды. Во время этого процесса был обнаружен потаенный ход, при попытке проникновения в который, обвалом, насмерть задавило одного человека. Впоследствии при раскопке были найдены следующие археологические ценности: золотые бляшки, золотые ожерелья, золотые подвески и пластины. Общее количество найденного составило около сотни экземпляров. Впоследствии, историками и археологами было сделано заключение, что находка является лишь остатками древнего клада, которые сохранились после более древнего обнаружения.
ИА НАН Украины исследовали Рогачикское курганное поле, как место наиболее сосредоточенных курганов Днепро-Молочанского междуречья, двумя экспедициями. Было изучено множество могильных пятен и 62 насыпи, растянутые на протяженности в 6 км между крайними в этой группе курганами Верхний Рогачик (раскопки Н. И. Веселовского 1914 г.) и Вишневая Могила (раскопки Ю. В. Болтрика 1976 г.). Ранее этот погребальный комплекс относился к Мелитопольскому уезду Таврической губернии, но по современному административно-территориальному делению курганы размещаются на землях двух областей — Херсонской (Верхнерогачикский р-н) и Запорожской (Каменко-Днепровский р-н). В 1990 г. Краснознаменская экспедиция под руководством Г. Л. Евдокимова совершила раскопки курганы в северо-западной его части на землях Верхнего Рогачика. Из всего общего комплекса было выделено 50 насыпей, 43 из которых относятся к скифскому времени, а три кургана представляют собой захоронения скифских женщин — воинов.
Захоронение № I
Останки женщины возрастом 30-35 лет расположенные в позе — лежа на спине. Рядом находились:
- Колчан кожаный. Основа — обтянутый кожей деревянный каркас, ремешком с бронзовой ворваркой на конце. Длина около 52 см, ширина около 12 см;
- наконечники стрел бронзовые — 39 экз. (сохранилось 36 экз.);
- древки стрел окрашены в красный цвет на длину около 6,0 см у оперения, диаметр — 0,2 см;
- наконечники стрел деревянные — 2 экз.;
- ворварка (крепление на концах ремней для завязывания краев доспехов) бронзовая усеченно-конической формы. Высота — 0,5 см, диаметр — 1,3 см, диаметр отверстия — 0,7 см;
- блюдо деревянное, овальной формы с горизонтальным бортиком. Размеры — 40,0 × 23,0 × 0,5 см.

Захоронение № II
Обнаружены останки трёх скелетов. Расположение первого установить не удалось ввиду отдельного расположения черепа и костей, перемешанных между собой, что нарушало анатомическую целостность и порядок. Второй скелет располагался по центру захоронения, вытянутый спине и принадлежал ребенку 3 — 4 лет. Третий скелет находился в северной части захоронения и принадлежал девушке около 16 лет. Погребенная располагалось вытянутой лежа на спине. Рядом находились:
- Нож железный с костяной ручкой в трех фрагментах;
- веретено костяное сложносоставное;
- наконечники стрел бронзовые — 14 экз.;
- серьги бронзовые — 2 экз;
- перстень щитковый из листового золота;
- литки — 8 экз. Из них 3 целых, 2 плохой сохранности, 3 рассыпались (материал — стекло);
- зеркало бронзовое с боковой ручкой из дерева;
- многочисленные украшения для пояса, запястий, выполненные из стеклянных бусин разных расцветок, подвески из зубов животных;
- пронизи золотые — 17 экз. и один обрезок;
- подвески золотые в виде бутона — 11 экз.;
- фаянсовый скарабей. Фигурка жука со сложнорасчлененной головой, покрытой бороздами спинкой, выделенными лапками. Выполнен из плотной мелкозернистой шероховатой массы бирюзового цвета без стекловидного покрытия. Размеры 3,4 × 2,3 × 1,3 см;
- гривна серебряная фрагментированная, сильно окислена из круглой в сечении проволоки. Диаметр не подлежит восстановлению;
- серьги кольцевидные серебряные — 2 экз.;
- серьги золотые — 2 экз.;
- пряслице керамическое и свинцовое.

Захоронение № III
Захоронение полностью разграбленное. Были идентифицированные отдельные фрагменты человеческих и бараньих костей. На полу также были найдены:
- блюдо керамическое фрагментированное;
- ворварка железная;
- фрагменты цепочки золотой с бусинами;
- перстни щитковые из листового золота — 3 экз.;
- перстни щитковые бронзовые — 3 экз.;
- кусок графитного сланца серого цвета;
- пряслице костяное, бочонковидное;
- обойма бронзовая, цилиндрической формы, свернута из тонкого листа с двумя железными заклепками;
- диск алебастровый с небольшим цилиндрическим выступом у отверстия в центре. Украшен процарапанным растительным орнаментом[17].

Из 72 скифских могил с человеческими захоронениями, которые были раскопаны в Рогачикском курганном поле, лишь четыре приходится на долю женщин-воинов. Этот показатель намного ниже, чем в ряде других исследованных могильников, таких как Чертомлыкском (10), Скельки (11), Мамай Гора (12).

## Известные люди, связанные с Верхним Рогачиком
- Поляков, Илья Яковлевич (1912—1992) — советский зоолог, заслуженный деятель науки РСФСР, доктор сельскохозяйственных наук, профессор.
- Янько, Федор Алексеевич (род. 1954 г.) писатель, киносценарист. Победитель конкурса киносценариев «Свое кино» с киносценарием «На своїй землі»[18][19]